# Integrated Injection Logic

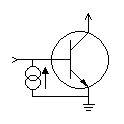
Uproszczony schemat inwertera I2L

Integrated Injection Logic (I2L, IIL, I2L) to typ bipolarnych cyfrowych układów scalonych. Dzięki uproszczonej budowie bramki logicznej w tym standardzie uzyskuje się bardzo dużą gęstość upakowania w połączeniu z dużą szybkością. W momencie wprowadzenia układów I2L ich szybkość była porównywalna z układami TTL, a pobór energii był na poziomie technologii CMOS, co idealnie nadawało się do projektowania nowoczesnych, jak na tamte czasy, układów scalonych.
Różnica między poziomami logicznymi wysokim (0,7 V) a niskim (0,2 V) jest niewielka i wynosi zaledwie pół wolta – jest to wystarczające w obrębie jednego układu scalonego, lecz aby umożliwić łączenie układów I2L, zapewniając zadowalającą odporność na zakłócenia, wyposaża się je w wejściowe i wyjściowe bufory konwertujące poziomy logiczne, np. do standardu TTL. Ze względu na łatwość wykonania w standardowych procesach technologicznych układów bipolarnych, struktury I2L znalazły zastosowanie w mieszanych (analogowo-cyfrowych) układach scalonych.